# Tyngdlyftning vid olympiska sommarspelen 1968
De olympiska tävlingarna i tyngdlyftning 1968 avgjordes mellan den 13 och 19 oktober i Teatro de los Insurgentes i Mexico City. 160 deltagare från 55 länder tävlade i sju viktklasser.

## Medaljörer
| Gren                | Guld                              | Silver                          | Brons                  |
| 56 kg Detaljer...   | Mohammad Nassiri Iran             | Imre Földi Ungern               | Henryk Trębicki Polen  |
| 60 kg Detaljer...   | Yoshinobu Miyake Japan            | Dito Sjanidse Sovjetunionen     | Yoshiyuki Miyake Japan |
| 67,5 kg Detaljer... | Waldemar Baszanowski Polen        | Parviz Jalayer Iran             | Marian Zieliński Polen |
| 75 kg Detaljer...   | Viktor Kurentsov Sovjetunionen    | Masashi Ohuchi Japan            | Károly Bakos Ungern    |
| 82,5 kg Detaljer... | Boris Selitskij Sovjetunionen     | Vladimir Beljajev Sovjetunionen | Norbert Ozimek Polen   |
| 90 kg Detaljer...   | Kaarlo Kangasniemi Finland        | Jaan Talts Sovjetunionen        | Marek Gołąb Polen      |
| +90 kg Detaljer...  | Leonid Zjabotinskij Sovjetunionen | Serge Reding Belgien            | Joe Dube USA           |

## Medaljtabell
| Pl.    | Nation        | Guld | Silver | Brons | Totalt |
| ------ | ------------- | ---- | ------ | ----- | ------ |
| 1      | Sovjetunionen | 3    | 3      | 0     | 6      |
| 2      | Japan         | 1    | 1      | 1     | 3      |
| 3      | Iran          | 1    | 1      | 0     | 2      |
| 4      | Polen         | 1    | 0      | 4     | 5      |
| 5      | Finland       | 1    | 0      | 0     | 1      |
| 6      | Ungern        | 0    | 1      | 1     | 2      |
| 7      | Belgien       | 0    | 1      | 0     | 1      |
| 8      | USA           | 0    | 0      | 1     | 1      |
| Totalt | Totalt        | 7    | 7      | 7     | 21     |